# True Colors (sång)
True Colors är en låt skriven av Billy Steinberg och Tom Kelly. Den blev titelspåret till Cyndi Laupers andra album och släpptes som albumets första singel 1986. Singeln nådde förstaplatsen på Billboard Hot 100.
Billy Steinberg skrev från början låttexten om sin mamma. Demoversionen av låten var en ballad med rötter i gospeltraditionen. Cyndi Lauper gjorde den till något helt annat i sin version som hon själv producerade.

## Andra versioner
Flera andra artister har också spelat in "True Colors". Phil Collins spelade 1998 in en version av låten. År 2003 blev Kasey Chambers version framgångsrik i Australien. I filmen Trolls från 2016 finns en version med Justin Timberlake och Anna Kendrick.